# لويس أرواخو
لويس أرواخو (بالبرتغالية: Luís Araújo‏) هو طيار برتغالي، ولد في 25 فبراير 1949 في بورتو في البرتغال.